# Atanazy Raczyński
Pour les articles homonymes, voir Raczyński.
Atanazy Raczyński (nom allemand Athanasius Raczynski) né le 2 mai 1788 à Poznan et mort le 21 août 1874 à Berlin, est un comte polonais et diplomate prussien.

## Biographie
Il est issu de la famille Raczyński, une famille de la vieille noblesse de Grande-Pologne. Lui et son frère Eduard bénéficient d'une éducation réservée à la haute noblesse dans la demeure familiale à Rogalin.
Pendant l'insurrection de Grande-Pologne de 1806, il combat dans la Légion de la Vistule de Napoléon, et participe au siège de Gdańsk.
Quand le duché de Varsovie est attaqué au printemps 1809, Raczynski s'engage dans l'armée, et prend part à la campagne sous les ordres du prince Poniatowski.
Après un long voyage en Allemagne, il entame au début de l'année 1811 des missions diplomatiques pour le duché de Varsovie auprès de l'ambassade du roi de Saxe à Paris, et entreprend des voyages jusqu'à Saint-Pétersbourg.
À partir de janvier 1813, il officie comme gentilhomme de la Chambre du roi à Dresde, et est en été de nouveau en ambassade à Paris. En raison de la dissolution du duché, il interrompt son séjour en novembre 1814. Les années suivantes, Raczynski séjourne plusieurs fois à Paris, et parcourt la France, l'Allemagne, la Suisse et l'Italie.
En novembre 1816, il épouse Annette, issue de la Maison des Radziwill et commence à construire son propre majorat à Wyszyny près de Chodzież dans le grand-duché de Posen, qui appartient désormais à la Prusse. Propriétaire de son majorat à compter de 1825, il est de 1830 chargé d'affaires à Copenhague, envoyé consulaire de 1842 à 1848  à Lisbonne et de 1848 à 1852 à Madrid. Par la suite, il séjourne la plupart du temps à Berlin.
Raczynski, riche et indépendant, fréquente les hautes sphères du pouvoir et a accès aux cours d'Europe. Au cours de ses voyages diplomatiques et de ses nombreux séjours dans les métropoles européennes, il dépense une grande partie de sa fortune à enrichir sa collection de tableaux, et rédige également des ouvrages sur l'histoire des arts.

## Palais Raczyński

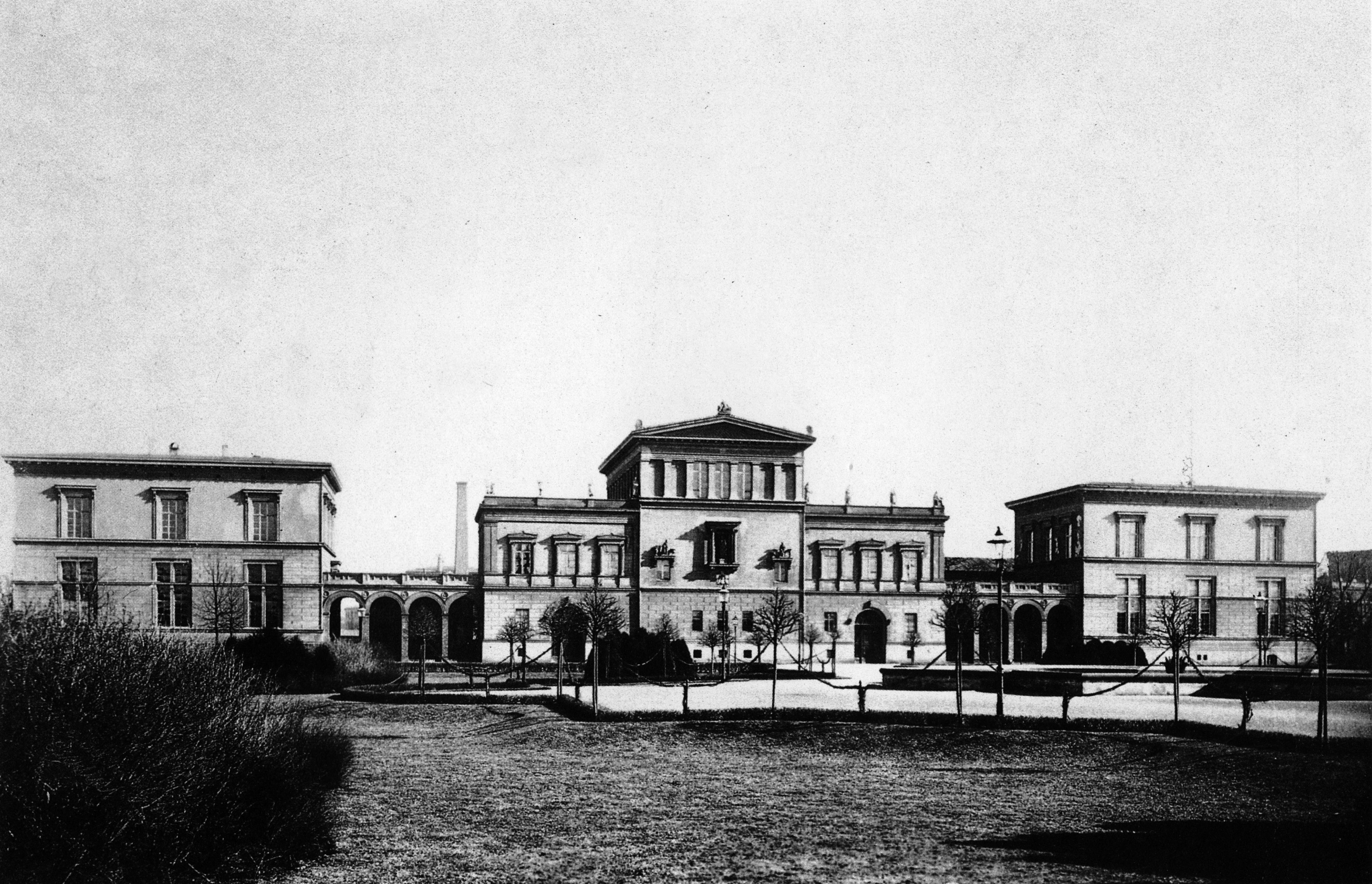
Le palais Raczynski sur la Königsplatz (1876), aujourd'hui le Reichstag.

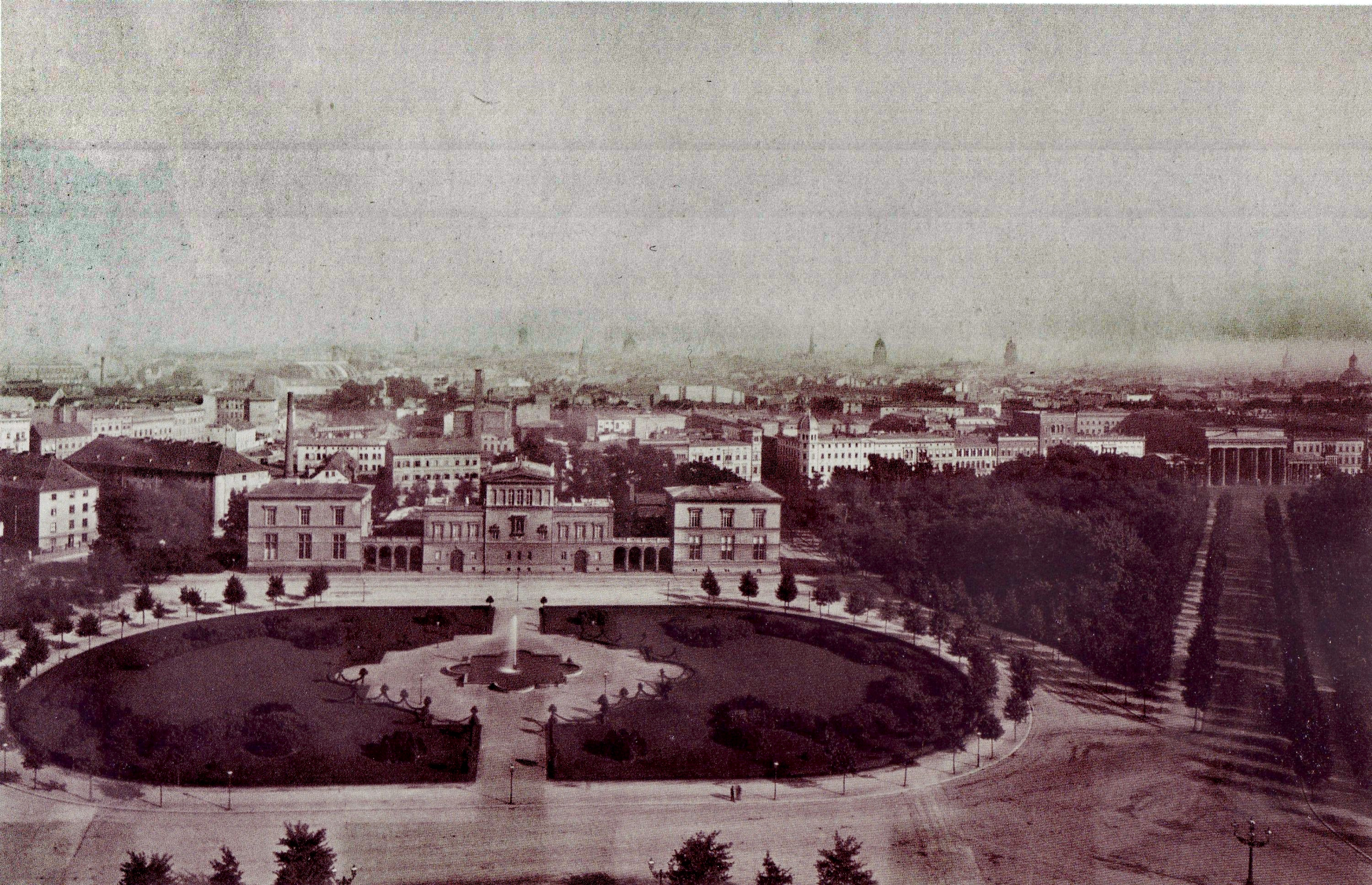
Partie est de la Königsplatz et le palais Raczyński en 1880, avec vue sur la colonne de la Victoire (déplacée plus tard).

À Berlin, il acquiert en 1834 pour y vivre un palais au 21 de l'avenue Unter den Linden. Sa collection est transférée dès 1836 dans des bâtiments appartenant à la Cour. L'étage supérieur est loué à Bettina von Arnim. Sa pinacothèque réunit une soixantaine de tableaux anciens, principalement des Maîtres italiens, plus tard aussi, de l'art contemporain.
Afin de construire un bâtiment d'exposition et rendre la collection accessible au public, le roi Frédéric-Guillaume IV lui offre une parcelle de terrain sur la Königsplatz de Berlin. L'édifice est construit par Heinrich Strack, de 1842 à 1844 et appelé le Palais Raczynski. Le pavillon sud du Palais est laissé à la disposition du peintre Peter von Cornelius pour y installer son atelier, nommé Cornelius Haus, dans lequel emménagera ensuite le conservatoire Stern. On y trouve aussi des ateliers de l'académie des arts de Berlin au Palais, dont l'un utilisé par Gustav Graef.
Son fils vend le bâtiment à l'État en 1874, celui-ci prévoyant d'y édifier le Reichstag. Raczynski ayant légué la gestion de la collection à la Prusse, les tableaux sont exposés à la Alte Nationalgalerie, puis en 1903 au Kaiser-Friedrich Museum, à Poznań. Cette collection est pour l'actuel musée national de Poznań de Poznań, le point de départ de la plus grande collection de peinture allemande du XIXe siècle en Pologne.

## Œuvres
- Histoire de l'art moderne en Allemagne. Renouard, Paris, 1836-1842
  - tome premier: Dusseldorf et les Pays du Rhin, excursion à Paris. Renouard, Paris, 1836. 
  - tome second: Munich, Stuttgard, Nuremberg, Augsbourg, Ratisbonne, Carlsruhe, Prague, Vienne, excursion en Italie. Renouard, Paris, 1839. 
  - tome troisième : Berlin, Drede, Hambourg, Mecklembourg, Weimar, Halberstadt, Gottingue. - Excursions en Hollande, Belgique, Angleterre, Suisse, Pologne, Russie, Suède, Danemark; Etats-Unis.  Renouard, Paris, 1841.
  - Album de planches, Renouard, Paris, 1836-1842
- Traduction allemande de Friedrich Heinrich von der Hagen :  Geschichte der neueren deutschen Kunst. Berlin 1836–41, 3 tomes.
- Les arts en Portugal. Paris, 1846.
- Dictionnaire historico-artistique du Portugal. Paris, 1847.
- Geschichtliche Forschungen, 2 volumes, Berlin, 1860-1862